# پرینس‌ویل (هاوایی)
پرینس‌ویل (به انگلیسی: Princeville) یک منطقهٔ مسکونی در ایالات متحده آمریکا است که در شهرستان کائوآئی، هاوایی واقع شده‌است. پرینس‌ویل ۶٫۲ کیلومتر مربع مساحت و ۲٬۱۵۸ نفر جمعیت دارد و ۵۹ متر بالاتر از سطح دریا واقع شده‌است.